# Bastiaan Lijesen
Bastiaan Lijesen (Nieuwerkerk aan den IJssel, 28 december 1990) is een Nederlands oud-zwemmer. Hij trainde bij het Nationaal Zweminstituut Eindhoven onder leiding van Jacco Verhaeren. Lijesen is de jongere broer van zwemmer Robert Lijesen.

## Carrière
Op de Open Nederlandse kampioenschappen kortebaanzwemmen 2008 in Amsterdam stond Lijesen voor de eerste maal op het NK-podium, zilver op de 200 meter rugslag en brons op de 100 meter rugslag. Tijdens de Open Nederlandse kampioenschappen zwemmen 2009 in Eindhoven veroverde hij, bij afwezigheid van Nick Driebergen, de Nederlandse titels op de 50, 100 en 200 meter rugslag. Bij zijn internationale debuut, op de Europese kampioenschappen kortebaanzwemmen 2009 in Istanboel, strandde Lijesen in de series van de 50, 100 en 200 meter rugslag. 
Op de Amsterdam Swim Cup 2010 wist hij zich op de 50 meter rugslag te kwalificeren voor de Europese kampioenschappen zwemmen 2010 in Boedapest. In Boedapest werd de Nederlander uitgeschakeld in de halve finales van zowel de 50 als de 100 meter rugslag. Op de 4x100 meter wisselslag vormde hij samen met Lennart Stekelenburg, Joeri Verlinden en Sebastiaan Verschuren een team in de series, in de finale sleepten Stekelenburg, Verlinden en Verschuren samen met Nick Driebergen de bronzen medaille in de wacht. Voor zijn aandeel in de series werd Lijesen beloond met de bronzen medaille. Op de Europese kampioenschappen kortebaanzwemmen 2010 in Eindhoven eindigde Lijesen als zevende op de 100 meter rugslag, op de 50 meter rugslag strandde hij in de halve finales. 
Tijdens de Swim Cup Eindhoven 2011 verbeterde hij het Nederlands record op de 50 meter rugslag en kwalificeerde hij zich op de 100 meter rugslag voor de wereldkampioenschappen zwemmen 2011 in Shanghai. In Shanghai werd Lijesen uitgeschakeld in de halve finales van de 50 meter rugslag en in de series van de 100 meter rugslag. Op de Europese kampioenschappen kortebaanzwemmen 2011 in Szczecin strandde hij in de halve finales van de 100 meter rugslag en in de series van de 50 meter rugslag, samen met Robin van Aggele, Joeri Verlinden en Joost Reijns eindigde hij als vierde op de 50 meter rugslag.

## Resultaten

### Internationale toernooien
| Jaar | Olympische Spelen | WK langebaan                     | WK kortebaan  | EK langebaan                                                                          | EK kortebaan                                         |
| ---- | ----------------- | -------------------------------- | ------------- | ------------------------------------------------------------------------------------- | ---------------------------------------------------- |
| 2009 |                   | geen deelname                    |               |                                                                                       | 38e 50m rugslag 37e 100m rugslag 31e 200m rugslag    |
| 2010 |                   |                                  | geen deelname | 10e 50m rugslag · 10e 100m rugslag · 4x100m wisselslag · Lijesen zwom enkel de series | 10e 50m rugslag 7e 100m rugslag                      |
| 2011 |                   | 15e 50m rugslag 29e 100m rugslag |               |                                                                                       | 23e 50m rugslag 19e 100m rugslag 4e 4x50m wisselslag |
| 2012 | 23e 100m rugslag  |                                  |               |                                                                                       |                                                      |

### Nederlandse kampioenschappen zwemmen
| Jaar | NK langebaan                                                               | NK kortebaan                                   |
| ---- | -------------------------------------------------------------------------- | ---------------------------------------------- |
| 2006 | 14e 50m rugslag                                                            | 16e 200m rugslag                               |
| 2007 | 11e 100m rugslag                                                           | 7e 50m rugslag 7e 100m rugslag 7e 200m rugslag |
| 2008 | 4e 100m rugslag 4e 200m rugslag 5e 50m rugslag                             | 200m rugslag · 100m rugslag · 4e 50m rugslag   |
| 2009 | 50m rugslag · 100m rugslag · 200m rugslag                                  | 50m rugslag · 100m rugslag · 7e 50m schoolslag |
| 2010 | 10e 50m vrije slag · 44e 100m vrije slag · 50m rugslag · 7e 50m schoolslag | 50m rugslag · 100m rugslag · 200m rugslag      |
| 2011 | 50m rugslag · 100m rugslag                                                 | 50m rugslag · 100m rugslag                     |

## Persoonlijke records
Bijgewerkt tot en met 14 april 2012

### Kortebaan
| Afstand      | Tijd    | Datum            | Plaats    |
| ------------ | ------- | ---------------- | --------- |
| 50m rugslag  | 24,44   | 8 december 2011  | Szczecin  |
| 100m rugslag | 52,58   | 28 november 2010 | Eindhoven |
| 200m rugslag | 1.59,48 | 3 december 2010  | Amsterdam |

### Langebaan
| Afstand      | Tijd     | Datum           | Plaats    |
| ------------ | -------- | --------------- | --------- |
| 50m rugslag  | NR 24,79 | 14 april 2012   | Eindhoven |
| 100m rugslag | 54,15    | 4 december 2011 | Eindhoven |
| 200m rugslag | 2.02,35  | 1 augustus 2009 | Sheffield |